# The Corrs
The Corrs su multi-platinasti, za Grammyja nominiran pop-rock sastav iz Dundalka, u Republici Irskoj. Članovi sastava su tri sestre i brat iz obitelji Corr: Sharon, Caroline, Andrea i Jim. Sastav je polučio uspjeh u drugoj polovici devedesetih i od onda prodao preko 55 milijuna kopija albuma. Također su vlasnici brojnih "broj 1" singlova u Europi, Australiji i Aziji.

## Članovi
Svi članovi sastava The Corrs rođeni su u Dundalku, grofovija Louth, i djeca su glazbenika Jean i Gerryja Corr. 
- Jim Corr (James Steven Ignatius Corr, rođen 31. srpnja 1964.), najstariji je član sastava. Svira gitaru, klavijature/glasovir i pjeva prateće vokale.
- Sharon Corr (Sharon Helga Corr, rođena 24. ožujka 1970.), svira violinu i pjeva prateće vokale.
- Caroline Corr (Caroline Georgina Corr, rođena 17. ožujka 1973.), svira bubnjeve, bodhrán, def, udaraljke i glasovir, te pjeva prateće vokale.
- Andrea Corr (Andrea Jane Corr, rođena 17. svibnja 1974.), pjeva glavni vokal u sastavu i svira tin whistle.

Krajem 1995., prije početka prve turneje, sastavu su se priključili Anto Drennan (gitara) i Keith Duffy (bas-gitara), kako bi obogatili zvuk ovog sastava. Njihove su uloge u postavi sastava postale stalnima, premda su ostali krajnje sporedni, jer se ne pojavljuju u promotivnim video spotovima sastava, niti sudjeluju u skladanju glazbe. No, ipak je Drennan naveden kao ko-producent na nekim pjesmama. 
Tijekom koncerta u Royal Albert Hallu, na Sv. Patrika 1998. (17. ožujka), gitarist je bio Connor O'Brady. Od 2004. nadalje, otkako je Caroline Corr uglavnom odsutna ili na "olakšanim dužnostima" bubnjeve svira brat Kietha Duffyja, Jason Duffy, a klavijature i harmoniku Kieran Kiely. 
Iako su u knjižicama albuma samo Jim i Caroline navedeni kao svirači glasovira, svi članovi sastava znaju svirati glasovir, što ih je naučio njihov otac Gerry.

## Povijest
Članovi sastava the Corrs su od svojih najranijih dana bili izloženi glazbi. Najveći utjecaj na njih imaju njihovi roditelji, Jean i Gerry Corr. Njih dvoje su svirali balade i narodnu glazbu u lokalnim sastavima, a čak su osnovali i vlastiti sastav pod imenom "Sound Affair". Jean je pjevala, a Gerry je svirao klavijature, te su izvodili pjesme brojnih poznatih glazbenih sastava. Njihova su ih djeca pratila na nastupima, putujući s njima u velikom obiteljskom karavanu. 
Kako su se približavali svojim adolescentskim godinama, braća i sestre su vježbali svoje glasovne i instrumentalističke sposobnosti u Jimovoj sobi, u kući iza ugla koju je iznajmljivao. Jim je svirao gitaru, Andrea je pjevala, a Sharon i Caroline svirale su klavijature. Umjesto bubnjeva koristili su ritam mašinu na klavijaturama. 
Puno su vježbali u Jimovom studiju, koji je bio namješten kuhinjskim sitnicama, poput kutija za jaja i gajbi za voće. Tijekom prvih nekoliko godina provodili su noći i vikende nastojeći razviti vlastiti specifičan stil. Zvuk koji su prvo ostvarili bio je sintetizirani pop rock, a ubrzo su počeli dodavati i druge instrumente. Sharon je ubacila violinu, a Caroline je u instrumentalnim pjesmama počela svirati bodhrán. Poslije su se udružili s Billom Whelanom kako bi postigli irski keltski rock-folk zvuk.
Sam sastav The Corrs je oformljen 1991. za potrebe audicije za film The Commitments. Jim, Sharon i Caroline su dobili male uloge glazbenika, dok je Andrea Corr dobila ulogu Sharon Rabbitte, sestre glavnog lika. Dok su bili na audiciji za film, upoznali su svog budućeg menadžera, Johna Hughesa.
Prvi su uspjeh polučili 1993. nakon nastupa na The Late Late Show, koji je tada vodio Gay Byrne, na kojem su izveli svoju pjesmu "Runaway". No, sastav će ostati poprilično nepoznat izvan granica Irske do 1994., kada ih je američka veleposlanica u Irskoj Jean Kennedy Smith pozvala da nastupe na FIFA Svjetskom kupu 1994. u Bostonu, i to nakon što je vidjela njihov nastup u Dublinu. Zahvaljujući ovom nastupu dobili su priliku nastupati kao prateći sastav na svjetskoj turneji kanadske pjevačice Celine Dion 1996. Produžili su svoj boravak u Americi kako bi pronašli izdavačku kuću koja bi s njima potpisala ugovor. Potpisali su ugovor s Atlantic Recordsom, i u sljedećih pet mjeseci snimili svoj debi album, Forgiven, Not Forgotten.
Njihov prvi album, Forgiven, Not Forgotten, ostvario je velik uspjeh u Australiji, Švedskoj, Španjolskoj i Irskoj, uz naknadni uspjeh u Velikoj Britaniji i Kanadi. 1997. su objavili Talk On Corners, koji je u startu bio vrlo popularan u Irskoj, kasnije uspijevajući u Velikoj Britaniji i drugim zemljama. Oba albuma su dosegla zlatnu nakladu u Sjedinjenim Američkim Državama, a In Blue je ostvario platinastu nakladu. 2004. su objavili Borrowed Heaven, koji je u glazbenom smislu više orijentiran prema gitari.
The Corrs su prodali više od 100 milijuna kopija albuma diljem svijeta (ne uključujući singlove). U siječnju 2006. i 2007. the Irish Singles Chart i RTE Album Charts su objavili podatke da je sastav prodao otprilike 60 milijuna kopija. 
Također su snimili Canto Alla Vita s Joshom Grobanom, za njegov album "Josh Groban", a sudjelovali su u brojnim glazbenim suradnjama, između ostalog radili su i s Rodom Stewartom, Alejandrom Sanzom, Ronom Woodom iz The Rolling Stonesa, Sheryl Crow na C'mon, c'mon i Bonom Voxom iz U2.

## Diskografija
Studijski albumi
- Forgiven, Not Forgotten (1995.)
- Talk on Corners (1997.)
- In Blue (2000.)
- Borrowed Heaven (2004.)
- Home (2005.)
- White Light (2015.)
- Jupiter Calling (2017.)